# Alessano
Alessano – miejscowość i gmina we Włoszech, w regionie Apulia, w prowincji Lecce.
Według danych na rok 2004 gminę zamieszkiwało 6550 osób, 233,9 os./km².